# Freundschaftsklippe

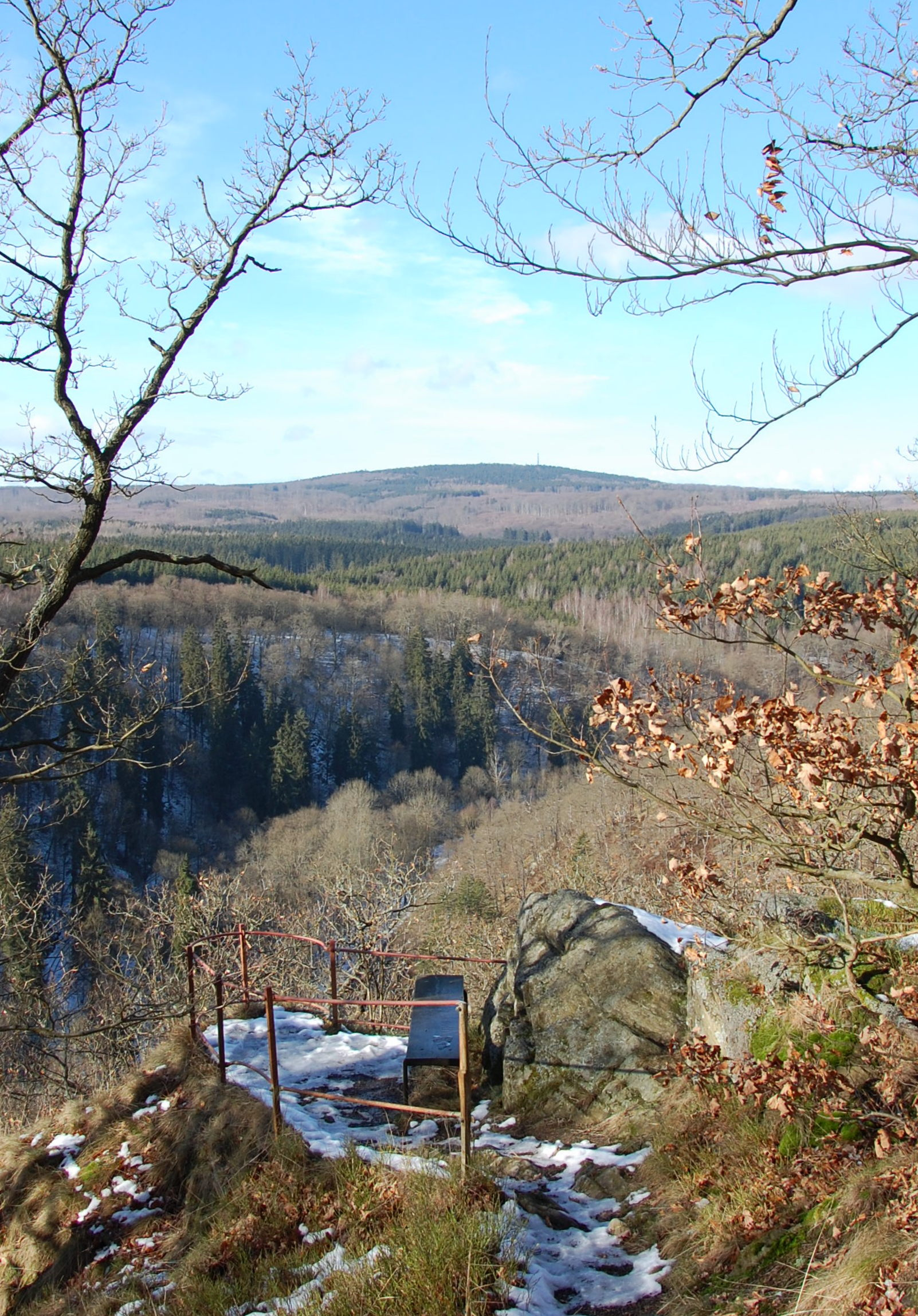
Blick von der Freundschaftsklippe zur Viktorshöhe (mit Sendeturm) am Horizont

Die Freundschaftsklippe ist eine der zahlreichen Harzklippen des Mittelgebirges Harz. Die Felsformation liegt nahe Mägdesprung im Sachsen-Anhalt Landkreis Harz.

## Geographische Lage
Die Freundschaftsklippe liegt im Unterharz im Naturpark Harz/Sachsen-Anhalt – 2,7 km nordnordwestlich des Harzgeroder Kernorts sowie 2,1 km nordnordöstlich von Alexisbad, 300 m nordöstlich von Stahlhammer und 500 m südöstlich von Mägdesprung, drei im Selketal abwärts betrachtet an der Selke gelegenen Harzgeroder Ortsteilen. Sie befindet sich auf dem Nordteil der Erhebung Schalkenburg (400,1 m) auf etwa 350 m ü. NHN. Nach Nordnordwesten sind es 150 m (Luftlinie) bis zum Alexiuskreuz beim Felsen Mägdetrappe.

## Schutzgebiete
An der Freundschaftsklippe liegen Teile des Naturschutzgebiets Oberes Selketal (CDDA-Nr. 318891; 1998 ausgewiesen; 17,401 km² groß), des Landschaftsschutzgebiets Harz und nördliches Harzvorland (CDDA-Nr. 20784; 1968; 1587,6238 km²), des Fauna-Flora-Habitat-Gebiets Selketal und Bergwiesen bei Stiege (FFH-Nr. 4332-302; 45,22 km²) und des Vogelschutzgebiets Nordöstlicher Unterharz (VSG-Nr. 4232-401; 169,88 km²).

## Wandern und Aussichtsmöglichkeiten
Westlich der Freundschaftsklippe verläuft der Selketalstieg im Abschnitt von Alexisbad nach Mägdesprung, von dem aus die Klippe über einen kurzen Firstweg erreichbar ist. Der Aussichtspunkt an der Klippe ist mit einem kleinen Geländer gesichert und mit einer Sitzbank ausgestattet. Von hier aus besteht Ausblick in das Selketal mit der Selketalbahn und angrenzende Berge – unter anderem nach Nordwesten zur Viktorshöhe (581,5 m) im Harz-Höhenzug Ramberg.